# Thankful
«Thankful» — дебютний студійний альбом американської поп-рок співачки Келлі Кларксон. В США альбом вийшов 15 квітня 2003.

## Список композицій
| #   | Назва                                     | Тривалість |
| --- | ----------------------------------------- | ---------- |
| 1.  | «The Trouble with Love Is»                | 3:41       |
| 2.  | «Miss Independent»                        | 3:34       |
| 3.  | «Low»                                     | 3:28       |
| 4.  | «Some Kind of Miracle»                    | 3:38       |
| 5.  | «What's Up Lonely»                        | 4:08       |
| 6.  | «Just Missed the Train»                   | 4:10       |
| 7.  | «Beautiful Disaster»                      | 4:10       |
| 8.  | «You Thought Wrong» (разом з Tamyra Gray) | 3:49       |
| 9.  | «Thankful»                                | 3:00       |
| 10. | «Anytime»                                 | 4:05       |
| 11. | «A Moment Like This»                      | 3:48       |
| 12. | «Before Your Love»                        | 3:59       |

| Бонусні треки японського видання | Бонусні треки японського видання          | Бонусні треки японського видання |
| #                                | Назва                                     | Тривалість                       |
| -------------------------------- | ----------------------------------------- | -------------------------------- |
| 13.                              | «(You Make Me Feel Like) A Natural Woman» | 2:36                             |

## Чарти
| Чарт (2003-2006)        | Місце |
| ----------------------- | ----- |
| Australian Albums Chart | 33    |
| Canadian Albums Chart   | 5     |
| Dutch Albums Chart      | 83    |
| Irish Albums Chart      | 46    |
| Japanese Albums Chart   | 19    |
| Norwegian Albums Chart  | 12    |
| UK Albums Chart         | 41    |
| U.S. Billboard 200      | 1     |

## Сертифікація
| Регіонал         | Сертифікація (таблиця продажів та сертифікатів) |
| ---------------- | ----------------------------------------------- |
| Австралія (ARIA) | Золото (35 000 копій)                           |
| Канада (CRIA)    | Платина (100 000 копій)                         |
| Японія (RIAJ)    | Золото (100 000 копій)                          |
| США (RIAA)       | 2× Платина (2 745 000 копій)                    |

## Історія релізів
| Регіон          | Дата            | Лейбл    | Формат |
| --------------- | --------------- | -------- | ------ |
| США             | 15 квітня 2003  | RCA      | CD     |
| Велика Британія | 7 липня 2003    | Sony BMG | CD     |
| Австралія       | 15 вересня 2003 | Sony BMG | CD     |
| Бразилія        | 18 грудня 2006  | Sony BMG | CD     |

## Цікаві факти
- Дві пісні, що початково мали бути в альбомі — «Trace of Gold» та «Today for Me», були замінені практично перед самим виходом альбому на «Anytime» та «A Moment Like This». Ранні версії випуску компакт-диску мають ці композиції. Широкій публіці ці пісні ніколи не було представлено.

- Копії «Thankful», що були у продажу протягом першого року з дати випуску містили комп'ютерну програму, яку можна використовувати для інтернет-завантажень новин артиста та музичних відео. Програма припинила функціонування, коли відкрився офіційний RCA вебсайт співачки.

## Виноски
1. ↑  Reviews for Thankful by Kelly Clarkson - Metacritic. Metacritic. Архів оригіналу за 30 серпня 2016. Процитовано 17 грудня 2016.
2. ↑  Erlewine, Stephen Thomas. Thankful - Kelly Clarkson. AllMusic.
3. 1 2  Critic Rviews for Thankful. Metacritic. Архів оригіналу за 2 червня 2018. Процитовано 24 лютого 2008.
4. ↑  Goldblatt, Henry (25 квітня 2003). Thankful Review. Entertainment Weekly. Архів оригіналу за 8 вересня 2014. Процитовано 24 лютого 2008. [Архівовано 2014-09-08 у Wayback Machine.]
5. ↑  Sullivan, Caroline (28 серпня 2003). Kelly Clarkson: Thankful. The Guardian. Архів оригіналу за 20 грудня 2013. Процитовано 18 листопада 2012.
6. ↑  Sterdan, Darryl (25 квітня 2003). Album Review - THANKFUL. Jam!. Архів оригіналу за 11 лютого 2008. Процитовано 18 листопада 2012.
7. ↑  Berger, Arion (22 квітня 2003). Thankful. Rolling Stone. Архів оригіналу за 24 травня 2018. Процитовано 18 листопада 2012.
8. ↑  Cinquemani, Sal (17 квітня 2003). Kelly Clarkson: Thankful. Slant Magazine. Архів оригіналу за 28 листопада 2012. Процитовано 18 листопада 2012.
9. ↑  Gardner, Elysa (14 квітня 2003). Clarkson's 'Thankful' much obliged to many. USA Today. Архів оригіналу за 4 березня 2016. Процитовано 25 травня 2018.
10. ↑  KELLY CLARKSON - THANKFUL (ALBUM) - http://australian-charts.com. Hung Medien. Архів оригіналу за 12 липня 2013. Процитовано 10 березня 2012. {{cite web}}: Зовнішнє посилання в |title= (довідка)
11. ↑  Thankful - Kelly Clarkson - Canadian Albums chart. Billboard. Prometheus Global Media. Архів оригіналу за 14 листопада 2011. Процитовано 10 березня 2012.
12. ↑  KELLY CLARKSON - THANKFUL (ALBUM) - http://dutchcharts.nl. Hung Medien. Архів оригіналу за 12 липня 2013. Процитовано 10 березня 2012. {{cite web}}: Зовнішнє посилання в |title= (довідка)
13. ↑  KELLY CLARKSON - THANKFUL (ALBUM) - irish-charts.com. Hung Medien. Архів оригіналу за 12 липня 2013. Процитовано 10 березня 2012.
14. ↑  サンクフル ケリー・クラークソンのプロフィールならオリコン芸能人事典-ORICON STYLE (Japanese) . ORICON. Архів оригіналу за 12 липня 2013. Процитовано 10 березня 2012.
15. ↑  KELLY CLARKSON - THANKFUL - http://norwegiancharts.com. Hung Medien. Архів оригіналу за 12 липня 2013. Процитовано 10 березня 2012. {{cite web}}: Зовнішнє посилання в |title= (довідка)
16. ↑  Archive Chart- Kelly Clarkson - Thankful. The Official Charts Company. Архів оригіналу за 12 липня 2013. Процитовано 10 березня 2012.
17. ↑  Thankful - Kelly Clarkson - Billboard 200. Billboard. Prometheus Global Media. Архів оригіналу за 14 листопада 2011. Процитовано 10 березня 2012.